# Tire-au-flanc (film, 1933)
Pour les articles homonymes, voir Tire-au-flanc.
Pour plus de détails, voir Fiche technique et Distribution.
Tire-au-flanc est un film français réalisé par Henri Wulschleger, sorti en 1933. Il s'agit de la troisième adaptation à l'écran de la pièce à succès de 1904 d'André Sylvane et André Mouëzy-Éon après le film muet réalisé par Georges Lordier en 1912, et celui réalisé par Jean Renoir en 1928.

## Fiche technique
- Titre : Tire-au-flanc
- Réalisation : Henri Wulschleger
- Scénario : d'après la pièce d'André Mouëzy-Éon et André Sylvane
- Photographie : Jean Bachelet et René Guichard
- Décors : Robert Gys
- Son : Marcel Courmes
- Musique : Jane Bos, Pierre Chagnon, Fred Pearly et Vincent Scotto
- Production : Les Films Alex Nalpas - Pierre Braunberger
- Pays de production :  France
- Format :  Noir et blanc - 35 mm - Son mono
- Genre : Comédie
- Durée : 103 minutes
- Date de sortie : France - 29 mars 1933
- Affiche : Roger Cartier (France)

## Distribution
- Bach : le caporal Bourrache
- Félix Oudart : le colonel Fléchois
- Sim Viva : Solange
- Simone Simon : Lily
- Pierre Feuillère : Jean Dubois d'Ombelles
- Fernand René : le valet de chambre
- Monique Bert : Georgette
- Germaine Lix : Mme Blandin d'Ombelles
- Pierre Coubert : le lieutenant
- Colette Jove : Mme Fléchois
- Paul Velsa : Grimballe
- Jean Dunot
- René Lacourt
- Teddy Parent